# Miletúpolis

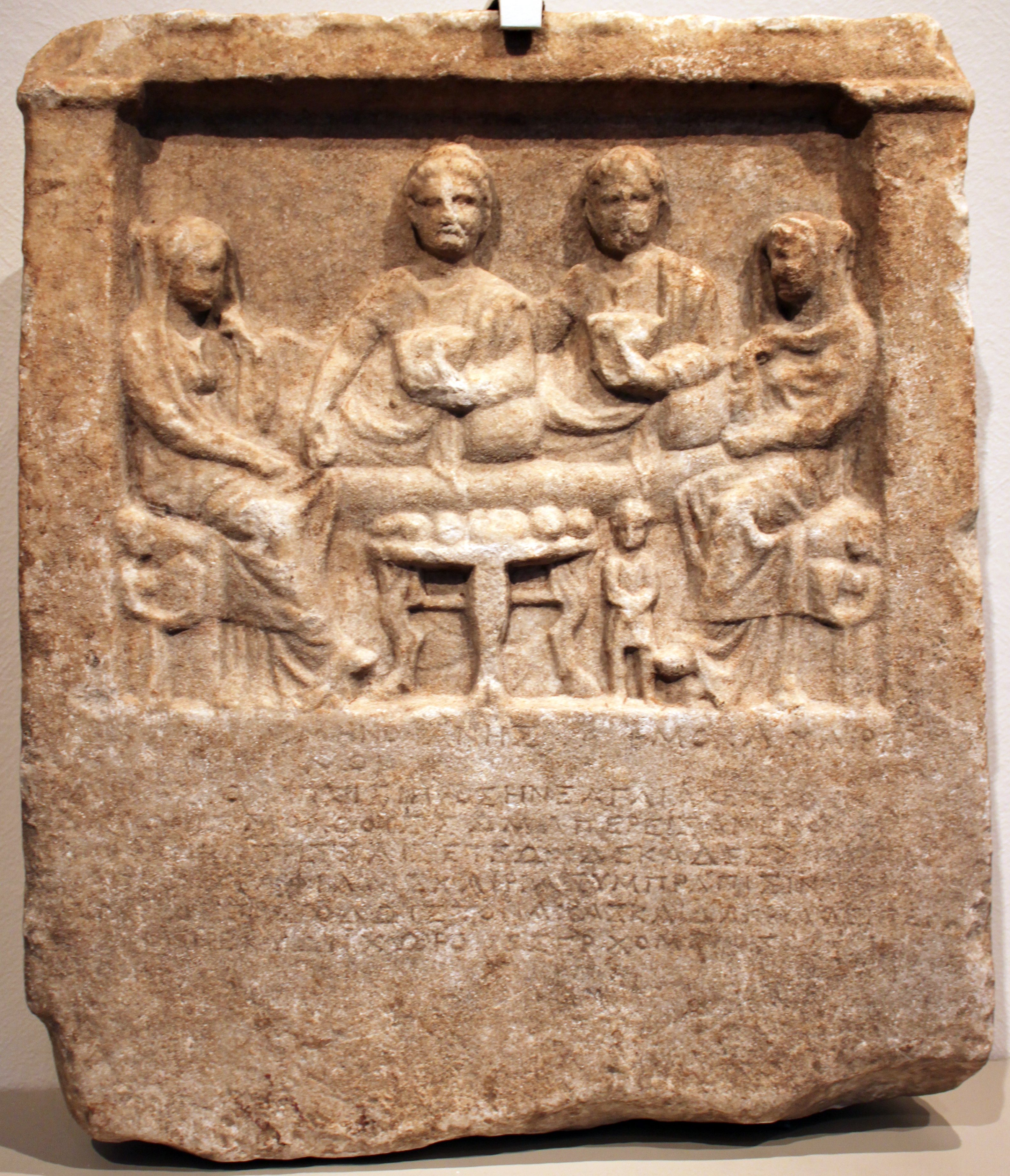
Relieve funerario de Menófanes; cerca de Miletópolis en Misia (Turquía); Museo Antiguo Nombre local Museo Antiguo Institución matriz Museos Estatales de Berlín

Miletúpolis (en griego, Μιλητούπολις) era una antigua colonia griega de Misia.
Estrabón menciona que parte de los habitantes de Miletúpolis fueron trasladados a Gárgara en época indeterminada. El geógrafo ubica tres lagos en la zona: el Miletópolis, el Dascilitis y el Apoloniatis, señala que la mayor parte de estos territorios pertenecía a la ciudad de Cícico y dice que la ciudad de Miletúpolis estaba a orillas del lago Miletópolis. Pero actualmente solo hay dos lagos en la zona por lo que hay problemas sobre la identificación de los mismos. Suele localizarse Miletúpolis en la población turca de Melde.